# فوربس 500

شعار مجلة فوربس

قائمة فوربس 500، قائمة سنوية لأكبر 500 شركة أمريكية تنشرها مجلة فوربس. لاختيار الشركة يتم المقارنة بين 5 عوامل وهم: المبيعات، الأرباح، الأصول، القيمة السوقية وعدد الموظفين.
ان نشر هذة القائمة للمرة الأخيرة في مارس 2003 (إعتمدوا فيها على بيانات عام 2002 عن الشركات). لم يعد يتم نشر هذه القائمة منذ ذلك الحين لتحل محلها قائمة فوربس جلوبال 2000 التي تعتمد في تقيمها على نفس العوامل (ماعدا عدد الموظفين)، لكن لا تضم أي شركات داخل الولايات المتحدة الامريكية.

## تصنيف الشركات
توجد العديد من العوامل التي تستخدمها مجلة فوربس في تحديد ترتيب أكبر الشركات والمنظمات، فعلى سبيل المثال، يتم الأخذ في الاعتبار صافي الأرباح، القيمة السوقية، قيمة الأصول في حالة تقييم الشركة حسب الحجم، لا تؤثر قيمة كل عامل بمفردها في تحديد مكانة الشركة.
عادة ما يتم تحديد قيمة أصول الشركة اعتمادا على قدرتها في توليد النقد من خلال ملكيتها، أو عمليات التصنيع والتوزيع للمنتج النهائي. فعلى سبيل المثال، البنوك والمؤسسات المالية تمتلك عدد كبير من الأصول لأنها تعتمد على القروض والاستثمارات، لكن مع ذلك جزء كبير من هذة الأصول لا يدخل ضمن ملكياتها لأنها تدخل تحت بند ودائع العملاء.
تقوم مجلة فورتشين 500 بترتيب الشركات حسب إيراداتها بعد إجراء بعض التعديلات لاستثناء تأثير الضرائب التي تتحملها تلك الشركات. يعيب هذا التصنيف أنها تنحاز بشكل واضح إلى الموزعين مثل وول مارت التي قد يكون حجم مبيعات مرتفع لكن هامش الربح ضعيف.
توجد طريقة أخرى لتقييم الشركات وهي المقارنة بين القيم السوقية لهم، لكنها غير دقيقة عند إستخدامها بمفردها. فعلى سبيل المثال، في أواخر تسعينيات القرن الماضي إعتلت شركة سيسكو سيستمز هذا التقييم، لكن مع انهيار فقاعة الإنترنت إنهارت الشركة نهاية دراماتيكية.

## وصلات خارجية
- الموقع الرسمي للمجلة باللغة الإنجليزية
- فوربس 500
- فوربس 500 لعام 2016- يوتيوب